# Christine Budzikiewicz
Christine Budzikiewicz (* 1971) ist eine deutsche Rechtswissenschaftlerin.

## Leben
Sie studierte Rechtswissenschaften an den Universitäten Köln, Lausanne und Bonn; Förderung durch die Studienstiftung des Deutschen Volkes. Nach der ersten juristischen Staatsprüfung in Köln war sie wissenschaftliche Mitarbeiterin am Institut für internationales und ausländisches Privatrecht der Universität zu Köln bei Alexander Lüderitz. Nach der zweiten juristischen Staatsprüfung in Nordrhein-Westfalen war sie wissenschaftliche Mitarbeiterin am Institut für internationales und ausländisches Privatrecht der Universität zu Köln bei Heinz-Peter Mansel. Nach der Promotion an der Universität zu Köln (Heinz-Peter Mansel) mit einer Arbeit zum Thema „Materielle Statuseinheit und kollisionsrechtliche Statusverbesserung“; Auszeichnung mit dem Kölner Universitätspreis und dem Dissertationspreis der Lüderitzstiftung. Nach der Verleihung des Hendrik-Casimir-Karl Ziegler-Forschungspreises der Nordrhein-Westfälischen Akademie der Wissenschaften und der Künste und der Königlich Niederländischen Akademie der Wissenschaften forschte am Utrecht Centre for European Research into Family Law und erhielt Förderung durch die Deutsche Forschungsgemeinschaft. Im Wintersemester 2013/2014 vertrat sie einen Lehrstuhl an der Rechts- und Wirtschaftswissenschaftlichen Fakultät der Universität Bayreuth. 
Nach der Habilitation 2014 an der Universität zu Köln (Heinz-Peter Mansel) mit einer Schrift zum Thema „Das Schuldverhältnis im Familienrecht“; Venia legendi für die Fächer Bürgerliches Recht, Internationales und Europäisches Privatrecht, Rechtsvergleichung sowie Zivilprozessrecht erreichte sie 2014 erste Listenplätze an der Universität Hannover, der Europa-Universität Viadrina und der Philipps-Universität Marburg. 
2014 wurde sie zur Universitätsprofessorin an der Philipps-Universität Marburg ernannt. Seit 2017 ist sie Mitglied der Reformkommission des Deutschen Familiengerichtstags. 2017 wurde sie in den Deutschen Rat für Internationales Privatrecht (BMJV) gewählt. Seit 2017 ist sie stellvertretendes Mitglied des Senats der Philipps-Universität Marburg.
Ihre Forschungsschwerpunkte sind Fragen des Bürgerlichen Rechts und Internationales Privat- und Verfahrensrecht.

## Schriften (Auswahl)
- mit Heinz-Peter Mansel: Das neue Verjährungsrecht. Bonn 2002, ISBN 3-8240-0513-1.
- Materielle Statuseinheit und kollisionsrechtliche Statusverbesserung. Zu der Rechtsstellung des außerehelich geborenen Kindes unter Berücksichtigung der Folgen für das Kollisionsrecht der Legitimation. Tübingen 2007, ISBN 3-16-149147-5.
- als Herausgeberin mit Rolf Stürner: Bürgerliches Gesetzbuch. Mit Rom-I-, Rom-II-, Rom-II-VO, EG-UntVO/HUntProt und EuErbVO. Kommentar. München 2015, ISBN 3-406-68174-3.
- als Herausgeberin mit Bettina Heiderhoff, Frank Klinkhammer und Kerstin Niethammer-Jürgens: Migration und IPR. Baden-Baden 2018, ISBN 3-8487-5126-7.